# روژه اسورتس
روژه اسورتس (اسپانیایی: Roger Swerts‎؛ زادهٔ ۲۸ دسامبر ۱۹۴۲) دوچرخه‌سوار اهل بلژیک است.
از باشگاه‌هایی که در آن رکاب زده‌است می‌توان به مولتنی، و مولتنی، اشاره کرد.
وی در مسابقات کشوری و بین‌المللی در مجموع برندهٔ ۱ مدال برنز شده‌است.